# Heterorachis gloriola
Heterorachis gloriola là một loài bướm đêm trong họ Geometridae.